# جوناثان إيفانز
جوناثان إيفانز (بالإنجليزية: Jonathan Evans)‏ هو سياسي بريطاني، ولد في 2 يونيو 1950 في المملكة المتحدة. حزبياً، نشط في حزب المحافظين.

## مناصب
- في انتخابات البرلمان الأوروبي 1999، انتخب عضو في البرلمان الأوروبي عن دائرة Wales (European Parliament constituency) [الإنجليزية]‏ لترشحه ضمن قائمة حزب المحافظين، وقد انضم خلال فترته النيابية (20 يوليو 1999 – 19 يوليو 2004) للكتلة البرلمانية الكتلة البرلمانية لحزب الشعب الأوروبي.
- في انتخابات البرلمان الأوروبي 2004، انتخب عضو في البرلمان الأوروبي عن دائرة Wales (European Parliament constituency) [الإنجليزية]‏ لترشحه ضمن قائمة حزب المحافظين، وقد انضم خلال فترته النيابية (20 يوليو 2004 – 13 يوليو 2009) للكتلة البرلمانية الكتلة البرلمانية لحزب الشعب الأوروبي.
- في الانتخابات العامة في المملكة المتحدة 1992 [الإنجليزية]‏، انتخب عضو البرلمان الحادي والخمسون للمملكة المتحدة عن دائرة بريكون ورادنورشير خلال فترته النيابية ‏ (9 أبريل 1992 – 8 أبريل 1997).
- في انتخابات المملكة المتحدة لعام 2010، انتخب عضو برلمان المملكة المتحدة الـ55 عن دائرة كارديف الشمالية وقد انضم خلال فترته النيابية ‏ (6 مايو 2010 – 30 مارس 2015) للكتلة البرلمانية حزب المحافظين.
- انتخب وزير الدولة للأعمال والتجارة [الإنجليزية]‏ (25 أكتوبر 1994 – 29 نوفمبر 1995).
- انتخب عضو في البرلمان الأوروبي (10 يونيو 1999 – 4 يونيو 2009).